# Mind Over Murder
«Mind Over Murder» (рус. «Разум превыше убийства») — четвёртая серия первого сезона мультсериала «Гриффины». Премьерный показ состоялся 25 апреля 1999 года на канале FOX. В России премьерный показ состоялся 7 мая 2002 года на канале Рен-ТВ.

## Сюжет
Стьюи испытывает ужасную боль от того, что у него режутся зубки. Лоис успокаивает его, говоря, что боль рано или поздно пройдёт, что наталкивает малыша на мысль построить машину времени, чтобы передвинуть время к тому моменту, когда он будет уже с зубами.
Питер везёт Криса на футбол, где устраивает драку с одним из папаш, который нелестно отозвался о способностях Криса к игре. Во время стычки Питер внезапно понимает, что перед ним не мужчина, а мужеподобная женщина на позднем сроке беременности.
Питера помещают под домашний арест за драку, и вскоре он обнаруживает, что начинает терять своих дружков. Ему является видение Патриота Потакета (Pawtucket Patriot) с этикетки пивной бутылки, и он открывает у себя в подвале бар («Старенький паб» (Ye Old Pube)), и его приятели снова с ним. Очень скоро подвал Питера превращается в злачное место. Узнав об этом, Лоис сначала расстраивается, но потом осознаёт, что это её шанс петь на сцене перед толпой поклонников, о чём она уже давно мечтала. За несколько дней Лоис обретает небывалую популярность, а Питер начинает испытывать дискомфорт от такого повышенного внимания к своей жене со стороны поклонников-мужчин. На просьбу Питера прекратить выступления Лоис отвечает отказом. Питер приглашает жён своих клиентов, чтобы они вытащили своих супругов из заведения.
Один из клиентов раскрывает обществу планы Стьюи по созданию машины времени, но, к счастью, никто не воспринимает чертежи малыша всерьёз.
В бар врываются брошенные жёны, Лоис объясняет им, что лишь хотела понимания и оценки своих вокальных способностей.
Тем временем Куагмир случайно устраивает пожар в баре-подвале.
Наверху Стьюи запускает свою машину времени, чтобы вернуться к тому моменту, когда его чертежи еще не были раскрыты обществу.
В баре Питер и Лоис находятся в состоянии влюблённой прострации, не замечая бушующего огня. Дверь наверх заблокирована, спасение невозможно.
Машина Стьюи возвращает всё к моменту за несколько секунд до начала пожара, а затем и к моменту, когда Питер собирался отвезти Криса на футбол. Питер спотыкается о машину времени, ломает её, повреждает себе ногу и теперь не может везти сына на матч. Это означает, что он не подерётся с мужеподобной женщиной, не будет арестован, не откроет у себя в подвале бар, а также не узнает, какие в глубине души чувства и желания испытывает Лоис.
Утратив свою машину времени, Стьюи снова обречён терпеть зубную боль. Эпизод заканчивается тем, что мы видим два говорящих зуба во рту малыша, которые собираются вести войну друг против друга, но обнаружив, что они не могут двигаться, решают совместно атаковать язык.

## Создание
Авторы сценария: Нейл Голдман и Гарретт Донован
Режиссёр: Рой Аллен Смит
Приглашённые знаменитости: Лесли Аггэмс (камео), Алекс Рокко (в роли мужеподобной женщины) и Карлос Алазраки (в роли мистера Вида).